# اللغة القلطية البدائية
اللغة القِلْطِيَّة الأم أو اللغة القِلْطِيَّة البُدائية هي اللغة الأم التي عنها تفرعت جميع اللغات القلطية المعروفة، وهي سليلة اللغة الهندية الأوربية البدائية. يعتقد الباحثون أن القلط الأوائل تحدثوا بها ما بين عام 1300 وعام 800 قبل الميلاد، وهي الفترة التي سبقت ظهور مختلف اللغات القلطية. تشارك اللغاتُ القلطيةُ اللغاتَ الإيطاليقيةَ عدةَ خصائصَ غيرَ موجودةٍ في اللغات الهندية الأوربية الأخرى، ما يوحي باحتمالِ وجودِ وحدةٍ لغويةٍ قديمةٍ إيطاليقية قلطية.
عملية إعادة بناء اللغة القلطية البدائية هي حاليا في طور الإنجاز. تعد القلطية القارية شاهدا مهما في عملية إعادة بناء الْفُونُولُوجِيَا وبعض عناصر الْمُرْفُولُوجِيَا، إلا أن مادتها المتوفرة قليلة جدا لإعادة بناء تراكيبها على نحوٍ مُرْضٍ. وعليه فإن المصادر الأولية لإعادة البناء قادمة من اللغات القلطية الْجَزِيرِيَّة، خاصة الْأَيَرْلَنْدِيَّة القديمة ذات أقدمِ تراثٍ أدبيٍّ قلطي.